# Pentafenylstibine
Pentafenylstibine, ook bekend onder de namen pentafenylantimoon, pentafenylstibaan en pentafenylstibonaat is een organoantimoonverbinding waarin vijf fenylgroepen gekoppeld zijn aan één antimoon-atoom. De formule van de verbinding is {\displaystyle {\ce {C30H25Sb}}}, of met meer nadruk op de structuur ervan: {\displaystyle {\ce {Sb(C6H5)5}}} wat vaak ook genoteerd wordt als {\displaystyle {\ce {SbPh5}}}.

## Synthese
Pentafenylstibine wordt verkregen op basis rifenylstibaan. Eerst wordt met thionylchloride {\displaystyle {\ce {(\ SO2Cl2\ )}}} dichloortrifenylantimoon gevormd, dat vervolgens met fenyllithium in de pentafenylverbinding wordt omgezet:
{\displaystyle {\ce {(C6H5)3Sb\ +\ Cl2\ ->\ (C6H5)3SbCl2}}}
{\displaystyle {\ce {(C6H5)3SbCl2 \ + \ 2 C6H5Li \ -> \ (C6H5)5Sb \ + \ 2 LiCl}}}

## Eigenschappen
Pentafenylstibine is een aste stof met een smeltpunt van 169 -170 °C. Als zuivere vaste stof kristalliseert {\displaystyle {\ce {Sb(C6H5)5}}} met de moleculen in een ruw vierzijdige piramide-vorm. Met cyclohexaan en THF worden gesolvateerde complexen gevormd, waarin de trigonale bipiramidevorm van het molecuul bewaart blijft. Dergelijke ocmplexen worden niet met ether gevormd. Ook in oplossingen behouden de moleculen deze vorm. Deze gegevens suggereren een grote moeculaire integriteit, wat echter gelogenstraft wordt door het gegeven dat in het proton-NMR de vijf methylgroepen slechts een signaal geven, terwijl verwacht wordt dat voor de drie equatoriale groepen de resonantie op een andere plaats gevonden wordt dan voor de apicale. Waarschijnlijk is de trigonale bipiramide wel de basisvorm, maar kunnen de fenylgroepen in oplossingen snel van plaats wisselen.
Vast {\displaystyle {\ce {Sb(C6H5)5}}} vormt trikliene kristallen in de P1 ruimtegroep. Voor de eenheidscel geldt: a = 1,0286 nm, b = 1,0600 nm, c = 1,3594 nm, α = 79,20°, β = 70,43° en γ = 119.52°. De equatoriale Sb-C-binding is 221,6 pm, de apicale 211,5 pm.

## Reacties
{\displaystyle {\ce {Sb(C6H5)5}}} reageert met een groot aantal verschillende typen reagentia waarbij een of meerdere van de fenylgroepen door andere substituenten vervangen worden. Bevat het reagens een zuur waterstof-atoiom, dan is het bijproduct benzeen terwijl dihalogenen (of een synthon daarvan) de overeenkomstige halobenzenen als bijproduct geven.
{\displaystyle {\ce {Sb(C6H5)5\ +\ HOR\ ->\ (C6H5)4SbOR\ +\ (C6H5)H}}}
{\displaystyle {\ce {Sb(C6H5)5\ +\ HX\ ->\ (C6H5)4SbX\ +\ (C6H5)H}}}
{\displaystyle {\ce {Sb(C6H5)5\ +\ X2\ ->\ (C6H5)4SbX\ +\ (C6H5)X}}}
Zo reageert {\displaystyle {\ce {Sb(C6H5)5}}} met dicarbonzuren tot een tetrafenyl- of een bis(tetrafenyl)-antimoonverbinding.
Bij verwarmen ontleed pentafenylstibine in trifenylstine, bifenyl en Para-quaterfenyl.